# Herb gminy Grabica
Herb gminy Grabica – jeden z symboli gminy Grabica, ustanowiony 15 maja 2008.

## Wygląd i symbolika
Herb przedstawia na tarczy w polu złotym stylizowany grab o pniu wkorzenionym o pięciu korzeniach, szarym, trzech liściach zielonych i dwóch takichż owocach, rosnący na takiejż murawie. Herb nawiązuje do nazwy siedziby gminy (herb mówiący).